# 速灭磷
速灭磷（英語：Mevinphos）是一种对乙酰胆碱酯酶具有抑制作用的有机磷杀虫剂，具有广谱杀虫作用，常用以对付咀嚼式与吸吮式昆虫以及叶螨等。

## 生产
速灭磷通过氯乙酰乙酸与亞磷酸三甲酯合成。